# قائمة زملاء الجمعية الملكية المنتخبين في 1902
هذه الصفحة تعرض قائمة زملاء الجمعية الملكية المُنتخبين لعام 1902.

## الزملاء
- جورج وليام هيل
- إدوارد سوندرز [الإنجليزية]‏
- James Stirling (judge) [الإنجليزية]‏
- Herbert Brereton Baker [الإنجليزية]‏
- Sydney Samuel Hough [الإنجليزية]‏
- Alfred Harker [الإنجليزية]‏
- فرديناند فون ريتشهوفن
- Rubert William Boyce [الإنجليزية]‏
- Robert Kidston [الإنجليزية]‏
- جون غاستون داربو
- جون هنري ميشيل
- Waldemar Christofer Brøgger (geologist) [الإنجليزية]‏
- Arthur Willey [الإنجليزية]‏